# Чарлз Педерсен
Чарлз Джон Педерсен (англ. Charles John Pedersen; 3 жовтня 1904, Пусан, Корея — 26 жовтня 1989, Салем (Нью-Джерсі), США) — американський хімік, лауреат Нобелівської премії з хімії 1987, розділив її з Дональдом Крамом і Жан-Марі Леном «за розробку і застосування молекул із структурно-специфічними взаємодіями з високою селективністю». Відомий своїми розробками методів синтезу краун-етерів, циклічних поліефірів, здатних утворювати стабільні комплекси з лужними металами. Його роботи також стали основою для подальших досліджень Олена і Крама, що поклали початок супрамолекулярної хімії.

## Біографія
Чарлз Педерсен народився в корейському місті Пусан 3 жовтня 1904. Його батько був норвежець, мати — японка. У 1922 році він іммігрував до США з японського міста Йокогама. Педерсен закінчив Університет Дейтона (Огайо), а потім Массачусетський технологічний інститут, в якому отримав ступінь майстра з органічної хімії. З 1927 року Педерсен пропрацював 42 роки в хімічної компанії Дюпон до свого виходу на пенсію. Він був одним з небагатьох Нобелівських лауреатів без вищого наукового ступеня.

## Основні публікації
- CJ Pedersen (1967). Cyclic polyethers and their complexes with metal salts. Journal of the American Chemical Society. 89 (26): 7017—7036. doi:10.1021/ja01002a035.
- Pedersen, Charles J (1988). The Discovery of Crown Ethers. Science. 241 (4865): 536—540. Bibcode:1988Sci...241..536P. doi:10.1126/science.241.4865.536. PMID 17774576.
- Pedersen, Charles J (1967). Cyclic polyethers and their complexes with metal salts. Journal of the American Chemical Society. 89 (10): 2495—2496. doi:10.1021/ja00986a052.